# Erax atticus
Erax atticus là một loài ruồi trong họ Asilidae. Erax atticus được Loew miêu tả năm 1871. Loài này phân bố ở vùng Cổ Bắc giới.